# Orectognathus sarasini
Orectognathus sarasini é uma espécie de formiga do gênero Orectognathus, pertencente à subfamília Myrmicinae.